# 黑沙遺址
黑沙遺址是在澳門路環黑沙區內的一個遺址。遺址在1973年已經開始被發現；2006年更首次發現在黑沙當地有4,000年前村落房址遺蹟。

## 發掘歷史

### 2006年
11月17日至12月31日，澳門藝術博物館、香港中文大學中國文化硏究所中國考古藝術硏究中心與香港大學饒宗頤學術館組成聯合考古隊對黑沙遺址進行新一次的考古發掘。在今次的黑沙遺址考古發掘取得了4項重大突破：
- 新發掘出3處新的居住遺蹟，也是首次發現4000年前村落房址遺跡；
- 探明村落房址的玉石作坊屬於專業集團性質，新出土的旋轉機械石制轆轤承軸器，證明4000年前村落內盛行生產石英環玦飾物；
- 首次發現極為罕見的石英水晶飾物的窖藏，對中國古代玉器作坊研究，有重要的學術意義；
- 出土環玦飾物製作原材料、半成品、琢器、石硾和礪石等，說明4000多年前，黑沙居民已經掌握使用機械轉盤穿孔的高科技，是中國古代科技史上的重要發現。

## 外部連結
- 田野考古報告專刊(一)-澳門黑沙